# La caliente niña Julietta
La caliente niña Julieta (1981) es una película española del género erótico dirigida por Ignacio F. Iquino. Es considerada por muchos críticos la mejor película del cine de destape,[cita requerida] un movimiento que surgió después del fin del franquismo y la abolición de la censura.

## Ficha artística
- Andrea Albani (Julieta Santigosa)
- Eva Lyberten (Silvia)
- Vicky Palma (Rita)
- Joaquín Gómez
- Antonio Maroño (Pierre Santigosa)
- Jordi Villa (Chummy)

## Argumento
Rita viaja hasta Tosa de Mar para reencontrarse con su antigua amante de internado, Julieta. Descubre que Julieta se ha casado por interés con un hombre al que no ama, Pierre. Inmediatamente Rita y Julieta reanudan su apasionada relación. Julieta y Pierre forman una pareja cuyo matrimonio va tan a la deriva como el de Mario y Silvia. Son muy amigos, y a veces cenan juntos. A causa de ello, Mario se enamora de Julieta y Pierre de Silvia. Silvia está loca por tener un abrigo de visón y Pierre, como es su amante, se lo compra. Julieta también deseaba el visón, que le iba a regalar Mario. Silvia lo esconde, para que Mario no se entere, pero este, que es un truhan, lo descubre, se lo quita y se lo regala a su amante Julieta. Esto produce situaciones de enredo y vodevil, tan divertidas como eróticas. La película destaca por sus escenas de amor lésbico entre Julieta y Rita, a la que se une Silvia, resaltadas por la belleza del trío femenino protagonista.

## Marco histórico
La caliente niña Julieta se estrenó en España el 20 de marzo de 1981 y fue la película más exitosa de los estudios I.F.I. de Iquino, con una recaudación de 98.449.949 pesetas (578.320 espectadores).